# Intercités de nuit
 (août 2024).
Intercités de nuit désigne, depuis 2012, le service de trains de nuit réguliers proposé par la Société nationale des chemins de fer français (SNCF), réalisé avec des voitures Corail.

## Présentation
Les Intercités de nuit se distinguent par la rareté d’arrêts commerciaux entre minuit et cinq heures du matin, le regroupement des voyageurs par destination, la présence d’un personnel de bord spécifique, un matériel modernisé (notamment à la suite du lancement du plan « France Relance ») et de nouveaux services. Ils font partie, depuis 2010, des « trains d'équilibre du territoire » (TET).
Cette offre, qui a permis de maintenir un certain nombre de trains de nuit promis à l’extinction par la concurrence du TGV, souffrait toutefois, dès l'origine, de certaines faiblesses : non homogénéité du parc (en partie seulement modernisé) notamment pour les liaisons transversales et le renfort en période de pointe, disparition rapide de l’offre voitures-lits (fin 2007, ce matériel ayant été vendu d’occasion), absence de voiture-restaurant ou de voiture-bar à bord. Les voitures utilisées, bien qu’une partie soit rénovée, accusent désormais un âge de près de quarante ans.
La modestie des prestations plaçait l'offre Intercités de nuit à un niveau de qualité plutôt inférieur à ses réseaux voisins comparables, dont les dessertes ont aussi été drastiquement réduites (telles que « Trenhotel » en Espagne, ou la suppression du réseau « CityNightLine » allemand en décembre 2016).

## Histoire commerciale
Le 9 décembre 2004, après une présentation le 2 octobre 2004 lors de la Nuit blanche à Paris, la SNCF regroupe une partie de ses trains de nuit sous la nouvelle marque « Lunéa ». Ce lancement a été accompagné d’un investissement de 5 millions d’euros de 2004 à 2007 pour la modernisation des 257 voitures-couchettes. De 2004 à 2009, les trains de nuit hors Lunéa sont progressivement supprimés.
Entre 2008 et mi-2011, la SNCF proposait également des TGV nocturnes iDNight, avec un bar-discothèque et des places uniquement assises (il ne s'agissait donc pas à proprement parler de trains de nuit), attirant une clientèle plus jeune, séduite par des prix attractifs[réf. nécessaire]. Ces trains ont été supprimés le 27 juin 2011, pour non-rentabilité.
Le 2 janvier 2012, la SNCF annonce la suppression de la marque Lunéa, par son regroupement avec les autres marques (Téoz, Corail et Corail Intercités) sous l’appellation unique « Intercités ».
En 2015, le parc Intercités de nuit est composé de 347 voitures Corail « nuit ». Cependant, dès 2016, la disponibilité des voitures passe sous les 222 nécessaires pour assurer les besoins impératifs du trafic.

### Identité visuelle (logotype)

Logo de Lunéa jusqu'en 2012.
Logo des Intercités depuis 2012.

## Conventionnement des trains de nuit à partir de 2010, puis avenir en question
L'État et la SNCF signent, le 13 décembre 2010, une convention sur les « trains d’équilibre du territoire » (TET) intégrant les trains de nuit dans son périmètre. L'objectif de la convention est, au moment de sa signature, de rétablir l'équilibre économique de la SNCF sur l'activité des trains classiques de longue distance tout en assurant la pérennité des dessertes. Dorénavant, l’État définit les dessertes, la SNCF produit et commercialise le service correspondant, et le déficit d'exploitation (différence entre les coûts de production du service et les recettes issues des voyageurs) est compensé par l’État à l'activité Intercités de la SNCF.
Quelques très rares trains Corail de nuit sont néanmoins exploités en dehors de la convention TET (principalement des trains supplémentaires pour les pointes hivernales vers les vallées alpines).
Cependant, l’avenir de ces relations nocturnes reste incertain : la croissance rapide du déficit d'exploitation des TET n'apparait pas soutenable pour l’État et le matériel engagé arrive en fin de vie (aucune nouvelle commande de matériel n’ayant été envisagée et celui non utilisé est déjà dirigé vers les chantiers de démolition ou vendu à quelques très rares unités, une voiture-couchettes de 1re classe Corail sert ainsi de dortoir au Chemin de fer de la baie de Somme).
En novembre 2014, le secrétaire d'État chargé des transports, Alain Vidalies, confie « une mission d'analyse et de proposition [recueillant] les avis formulés par l'ensemble des parties intéressées » à une commission composée d'élus parlementaires, présidée par le député Philippe Duron. Elle rend son rapport « TET d'avenir » en mai 2015 : sur la base que les trains de nuit représentent un quart du déficit annuel des TET (100 millions d'euros sur les 400), la commission recommande la suppression de toutes les lignes de nuit, à l'exception de Paris – Briançon, Paris – Toulouse – Latour-de-Carol et Paris – Rodez – Albi. La ligne Paris – Nice, la moins déficitaire, n'est pas retenue dans cette liste.
Les propositions de la commission sont dans l'ensemble reprises par l’État, qui engage alors la suppression de la plupart des lignes de nuit en 2016-2017. En février 2016, Alain Vidalies, annonce que, dès le 1er juillet 2016, toutes les lignes Intercités de nuit ne seront plus assurées par l’État à l'exception des trains Paris – Briançon, Paris – Rodez et Paris – Toulouse – Latour-de-Carol. Devant la levée de boucliers des élus, la SNCF déclare que ces annonces n'auraient pas d'effet immédiat sur la circulation de ces trains, qui rouleront encore pour la plupart au moins pendant l'été 2016, en attendant les résultats de l'appel à manifestation d'intérêt, sauf pour les trains Luxembourg – Nice / Cerbère et Strasbourg – Cerbère qui, eux, sont supprimés après le 8 mai 2016. Les lignes supprimées pourront ultérieurement être reprises, soit directement par les régions affectées, soit par d'autres opérateurs, surtout la ligne Paris – Côte d'Azur (convoitée par les Chemins de fer russes).
Le 21 juillet 2016, Alain Vidalies présente la « mise en œuvre de la feuille de route du Gouvernement pour un nouvel avenir des Trains d’Équilibre du Territoire ». Les trois lignes de nuit pressenties (Paris – Briançon, Paris – Rodez et Paris – Latour-de-Carol) seront conservées à raison d'un aller-retour quotidien. Les autres lignes seront progressivement supprimées.
En février 2015, les Chemins de fer russes entament des négociations avec la SNCF pour l'exploitation, via une compagnie privée, de trains de nuit de grand confort sur les lignes nationales françaises à longue distance, en particulier Paris – Nice. Des voitures-lits russes sont d'ailleurs expérimentées sur cette liaison du 2 juillet 2016 au 9 décembre 2017.
En mai 2015, une note interne de la SNCF préconise la suppression totale des Intercités de nuit. Les trains de nuit ne seraient plus compétitifs en raison de la concurrence du covoiturage, des offres aériennes et hôtelières à bas coûts, ainsi que des petits prix sur les liaisons ferroviaires de jour.
Des élus locaux et des comités d'usagers, particulièrement ceux des territoires enclavés des Hautes-Alpes, des Pyrénées et du Massif central, s'opposent à ces suppressions, estimant que la SNCF a dégradé le service par les multiples interruptions de dessertes, les retards, les ouvertures tardives des réservations et font valoir un taux d'occupation correct des trains restés en circulation. Cette situation est déplorée par la Ministre des transports Élisabeth Borne comme « une casse du service public ».
Les défenseurs du maintien de ces dessertes estiment que ce service, convenablement géré et valorisé, serait viable économiquement, en s'appuyant sur l'exemple autrichien Nightjet. Par ailleurs, le Parlement européen réfléchit à la relance des trains de nuit, pour réduire la pollution du transport aérien en Europe.
Le soir du 21 avril 2017, la SNCF organise une « émergente » (inspirée du hackathon américain) où sont réunis des créateurs, stylistes, influenceurs, entrepreneurs (notamment de jeunes pousses), ainsi que des clients et experts de la SNCF. Cette manifestation se déroule dans un train nocturne Paris – Biarritz spécialement affrété, avec comme but de réinventer le voyage en train de nuit en repensant le décor, les services à bord ou encore en redéfinissant les destinations proposées.
En septembre 2018, Élisabeth Borne annonce un investissement de 30 millions d'euros de la part de l'État, afin de rénover le matériel roulant (installation de prises électriques et du Wi-Fi, remplacement des couchettes et réfection des sanitaires) et de pérenniser au-delà de 2020 les liaisons restantes.
À l'été 2020, la décision est prise de relancer les Intercités de nuit, avec dans un premier temps (vers 2021-2022) la réintroduction des liaisons Paris – Nice et Paris – Tarbes. Quant au matériel roulant, en attendant un possible appel d'offres pour acheter de nouvelles rames, la SNCF envisage de louer auprès de la compagnie ferroviaire autrichienne ÖBB des voitures neuves utilisées sur ses trains Nightjet ; toutefois, elle rénove aussi 71 voitures Corail affectées à ce service (avec notamment l'installation du Wi-Fi), pour un coût de 44 millions d'euros. En effet, il y a un attrait des trains de nuit auprès des jeunes voyageurs qui, en raison des problématiques de pollution atmosphérique et d'effet de serre, ne prendront plus l'avion.
Début 2025, l’État officialise sa volonté de commander du nouveau matériel pour le réseau de trains de nuit français : 180 voitures couchettes et 30 locomotives. Aucune nouvelle liaison n'est envisagé avec cette commande envisagée pour le printemps 2025.

## Liaisons
Pour des raisons d'aménagement du territoire, ou encore en l'absence d'une autre desserte directe, les liaisons listées ci-dessous sont conventionnées par l'État. Il s'agit de services assurés quotidiennement et/ou en fin de semaine, voire uniquement durant la saison d'été :
- Paris-Austerlitz – Briançon (ex-Le Val de Durance), via Crest, Die et Gap (circule tous les jours) ;
- Paris-Austerlitz – Nice (ex-Train Bleu et Le Phocéen), via Marseille-Blancarde, Toulon, Les Arcs-Draguignan, Saint-Raphaël-Valescure, Cannes et Antibes (circule tous les jours). Cette liaison, qui avait été suspendue le 9 décembre 2017 par l'État et la SNCF, a été rétablie le 20 mai 2021 dans le cadre du plan de relance gouvernemental[22] ;
- Paris-Austerlitz – Rodez – Albi, via Figeac (circule tous les jours entre Paris et Rodez ; prolongée à Albi dans la nuit de vendredi à samedi, et amorcée à Albi les dimanches) ;
- Paris-Austerlitz – Latour-de-Carol, via Pamiers, Foix et Andorre - L'Hospitalet (circule tous les jours) ;
- Paris-Austerlitz – Montauban – Toulouse (circule tous les jours) ;
- Paris-Austerlitz – Cerbère, via  Montpellier, Narbonne et Perpignan (liaison qui avait été suspendue entre décembre 2016 et juillet 2017 ; ce train circule les vendredis et dimanches en période scolaire, et tous les jours durant les vacances. Depuis le nouveau SA 2024, le train est raccordé avec le Nice en passant par Lyon)[23]. Toutefois, le terminus à Portbou n'existe plus depuis juillet 2022[24];
- Paris-Austerlitz – Tarbes – Lourdes (circule tous les jours ; le prolongement à Hendaye — ex-La Palombe Bleue / Le Pyrénéen —, via Pau, Dax, Bayonne et Biarritz, qui avait été supprimé le 30 juin 2017, est restauré en période estivale depuis le 2 juillet 2022)[25]. Depuis décembre 2023, il circule toute l'année mais Bayonne est le seul arrêt au Pays basque[26],[27] à la suite d'un changement d'itinéraire en passant par Les Aubrais, Saint-Pierre-des-Corps (Indre-et-Loire), Bordeaux, puis Dax, Bayonne, Orthez, Pau, Lourdes et enfin Tarbes[28];
- Paris Austerlitz - Aurillac (liaison qui avait été supprimée en 2003, restaurée en décembre 2023 avec le nouveau SA 2024, circule les vendredis, dimanches et tous les jours pendant les vacances scolaires).

## Historique des dessertes
Depuis les années 1990, le réseau de trains de nuit en France n’a cessé de se réduire, les liaisons les moins rentables étant abandonnées.
À titre d’exemple, l’offre sur la ligne côtière Nantes – Bordeaux, qui comportait quatre trains de nuit dans les années 1990 vers Lyon, les Alpes et la Méditerranée, a entièrement disparu à partir du 12 décembre 2010.
Signe de banalisation, ces trains, jadis baptisés, ont perdu leur nom (préfixe « ex ») en même temps qu’ils perdaient leurs voitures-lits.

### Évolutions depuis 1994

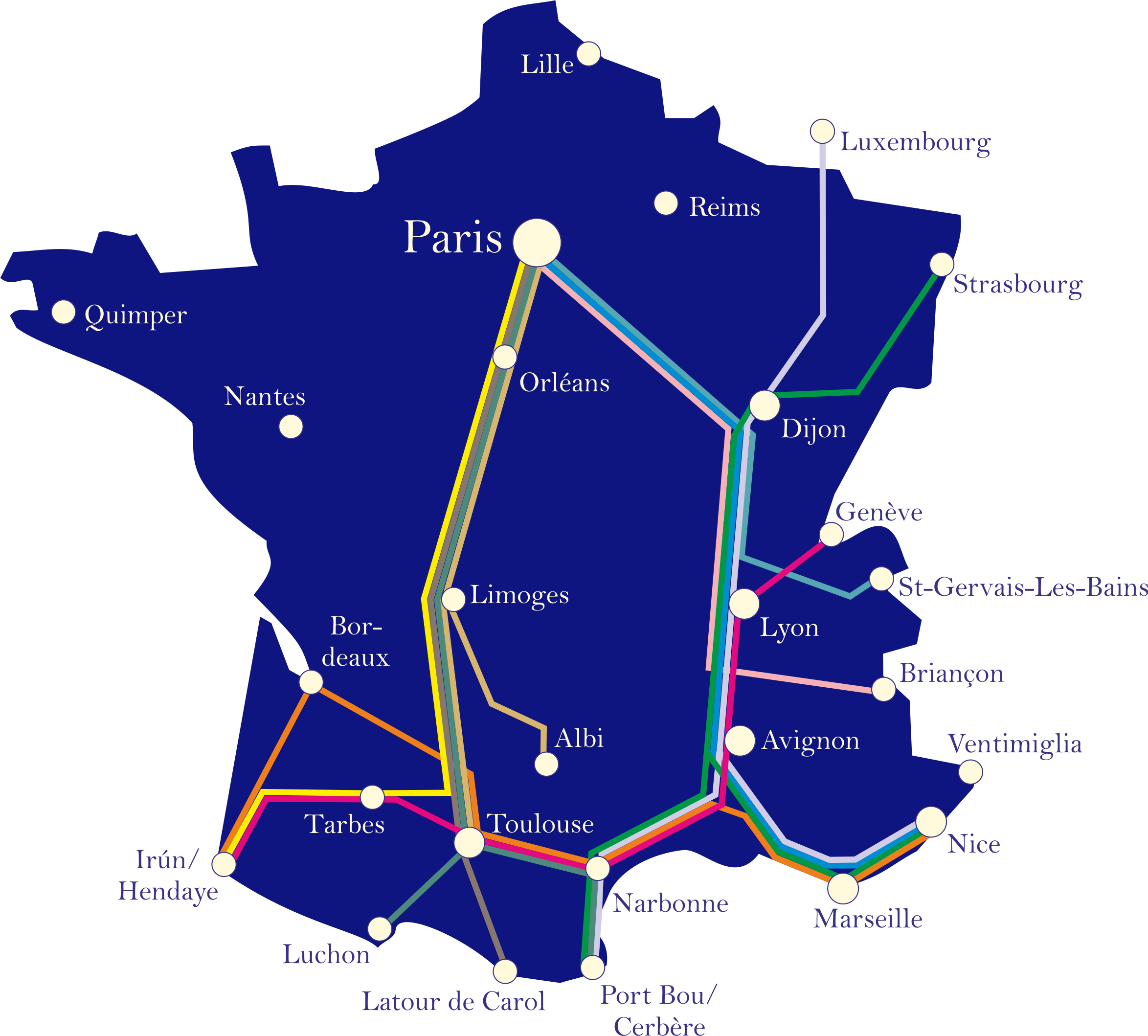
Réseau Intercités de nuit, en 2012.

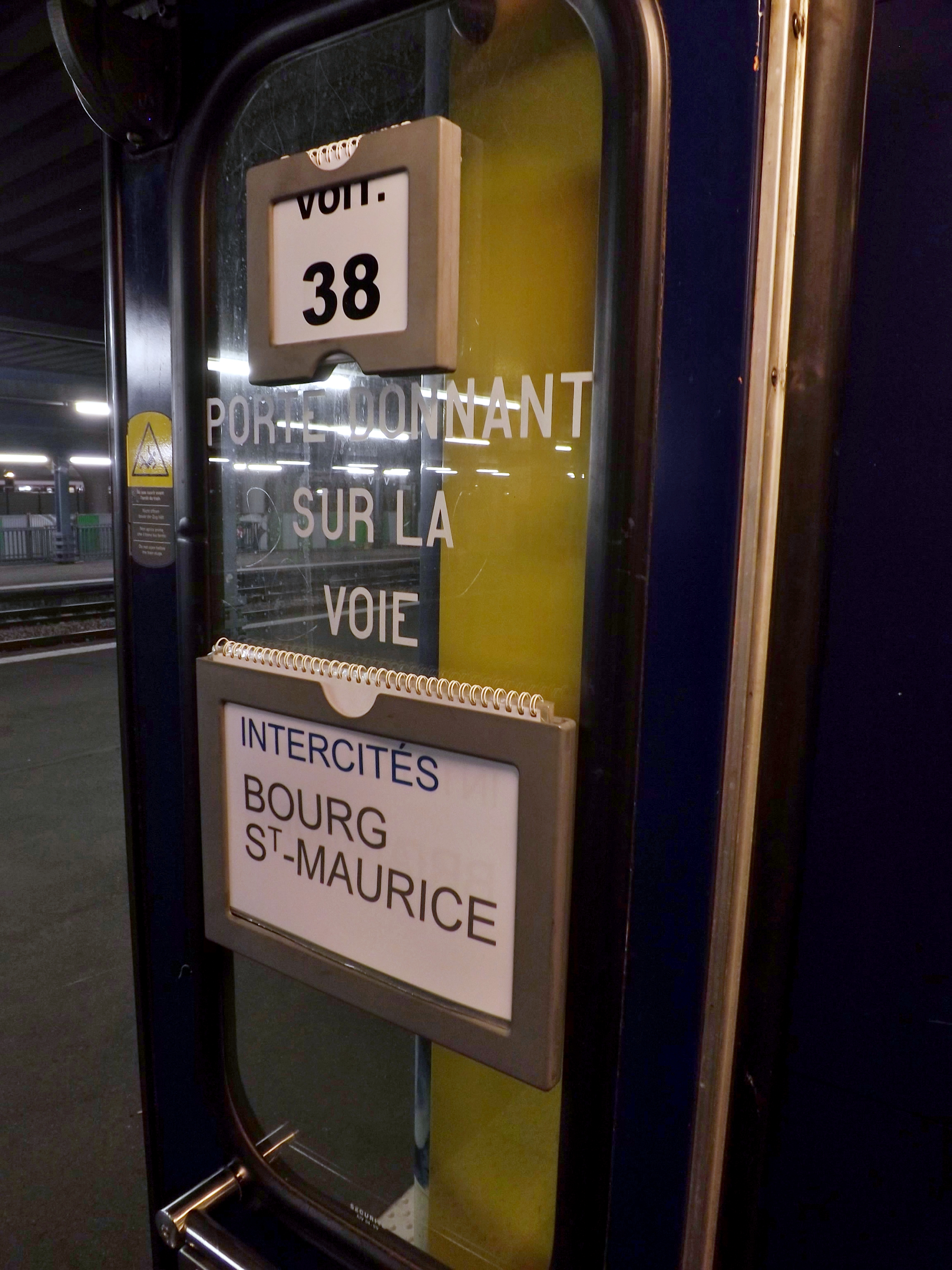
Affichette montrant la destination d'un train (Bourg-Saint-Maurice), en 2015.

- 25 septembre 1994 : suppression (sauf les week-ends) de la desserte de nuit Paris – Quimper / Brest.
- 28 mai 1995 : suppression de la relation directe de nuit Bordeaux – Milan.
- 24 mai 1998 : la relation de nuit Nantes – Nice et retour est limitée au parcours Bordeaux – Nice (sauf les week-ends et durant l'été).
- 30 mai 1999 : dé-régularisation de la desserte nocturne Paris-Austerlitz – Agen (maintenue les week-ends).
- 3 décembre 2000 : limitation à Nantes (sauf les fins de semaine) de la relation nocturne Lyon – Quimper (Rhône-Océan).
- 10 juin 2001 : suppression des trains de nuit Paris-Gare-de-Lyon – Béziers (Le Golfe-du-Lyon) et Nice (Le Phocéen), mais aussi l'un des deux allers-retours du Train Bleu et le Nice – Genève, tandis que le Paris – Briançon est basculé à Paris-Austerlitz. Suppression également des dessertes de Dijon et de Lyon-Perrache par le train Metz – Nice.
- 1er septembre 2003 : suppression des trains de nuit entre Paris-Austerlitz et Aurillac, Millau et Nîmes.
- 12 décembre 2004 : suppression du train Flandres-Roussillon (Lille-Flandres – Cerbère) et limitation des jours de circulation du Flandres-Riviera (Lille-Flandres – Nice).
- décembre 2007 : la relation Paris – Villefranche-de-Rouergue – Albi – Carmaux est remplacée par la relation Paris – Rodez – Carmaux – Albi.
- décembre 2008 : suppression de la relation Reims – Nice (ex-Lorazur) entre Culmont-Chalindrey et Nice.
- 25 juin 2009 : suppression de la relation Lille – Nice (Flandres-Riviera)[29].
- 13 décembre 2009 : le train Quimper – Lyon – Bourg-Saint-Maurice / Genève (Rhône-Océan) est limité au tronçon Quimper – Lyon.
- 13 décembre 2009 : le train Cerbère – Metz est prolongé jusqu’à Luxembourg.
- 21 mai 2010 : lancement de « Téoz Éco » (devenu Intercités 100 % Éco en janvier 2012), qui est initialement un train-couchettes de jour.
- 12 décembre 2010 : suppression du train Nantes – Nice (ex-Océan-Riviera).
- 12 décembre 2010 : suppression du train Quimper – Lyon (ex-Rhône-Océan)[30].
- 12 décembre 2010 : le train Paris – Vintimille (ex-Train Bleu) est limité au tronçon Paris – Nice.
- 13 décembre 2010 : signature de la convention entre l’État et la SNCF concernant les « Trains d’Équilibre du Territoire ».
- 11 décembre 2011 : les trains Paris – Dax – Hendaye – Irun et Paris – Dax – Tarbes sont regroupés en un seul train Paris – Tarbes – Dax – Hendaye – Irun via Toulouse et ne circulent plus qu'irrégulièrement, d'abord en raison de travaux, mais ce régime sera conservé après la fin des travaux[réf. souhaitée]. De plus à Hendaye et Irun, du fait de l’arrivée tardive, la correspondance avec le train Les chemins de Saint-Jacques, de et vers Saint-Jacques-de-Compostelle, Vigo et La Corogne, est rompue.
- Le 2 janvier 2012, la marque « Lunéa » est remplacée par Intercités, donc les trains de nuit sont désormais dénommés Intercités de nuit.
- 2013-2014 : suppression du Genève – Lyon – Tarbes – Irun et du Nice – Irun.
- Le 18 novembre 2014, s'arrête le trafic ferroviaire sur la ligne de Montréjeau-Gourdan-Polignan à Luchon. La circulation du train Paris – Luchon est donc suspendue jusqu'à ce qu'une décision soit prise sur la rénovation ou non de cette ligne.
- Le 13 décembre 2015 : création d'un arrêt à Marseille-Blancarde pour le train Paris-Austerlitz – Nice-Ville. Les relations de Luxembourg et Strasbourg vers Portbou sont limitées à Cerbère.
- Le 26 juin 2016 : dernière circulation des trains Luxembourg – Nice / Cerbère (ex-Lorazur / ex-Lorraine-Roussillon ; circulait tous les jours sauf les mardis et mercredis en juillet-août, et roulait les vendredis, samedis et dimanches le reste de l'année).
- Le 26 juin 2016 : dernière circulation des trains Strasbourg – Cerbère (ex-Alsace-Roussillon ; circulait tous les jours sauf les mardis et mercredis en juillet-août, et roulait les vendredis, samedis et dimanches le reste de l'année).
- Le 2 juillet 2016, retour des voitures-lits sur la ligne Paris – Nice, avec des voitures des Chemins de fer russes.
- Les 24 et 25 septembre 2016 : dernière circulation des trains Paris-Austerlitz – Saint-Gervais (ex-La Vallée Blanche / L'Étoile des neiges ; circulait tous les jours en été et pendant les vacances hivernales, et roulait les vendredis, samedis et dimanches le reste de l'année).
- 30 septembre 2016 : dernières circulations des trains Strasbourg – Nice[31] (ex-Alsace-Riviera), via Marseille, Toulon, Cannes et Antibes (circulait les vendredis, samedis et dimanches, toute l'année).
- 30 septembre 2016 : dernières circulations des trains Paris – Bourg-Saint-Maurice (ex-La Tarentaise ; circulait tous les jours en été et pendant les vacances hivernales, et roulait les vendredis, samedis et dimanches le reste de l'année). Ce train a été supprimé après 103 ans d'existence, comme l'a indiqué un écran d'information en gare de Bourg-Saint-Maurice[32].
- 11 décembre 2016 : fusion des lignes Paris – Toulouse / Rodez et Paris – Latour-de-Carol.
- 11 décembre 2016 : dernière circulation des trains Paris – Cerbère / Portbou (ex-Paris-Côte Vermeille), via Narbonne et Perpignan (circulait tous les jours)[23].
- 30 juin 2017 : dernière circulation des trains Paris – Irun et Hendaye – Paris, via Les Aubrais, Tarbes, Lourdes, Pau, Dax, Bayonne et Biarritz[33],[25] ; cela supprime concomitamment la substitution par autocar de la tranche Paris – Luchon (qui avait lieu grâce à une correspondance en gare de Montréjeau-Gourdan-Polignan).
- 6 juillet 2017 : retour de la liaison Paris – Portbou, alors grâce à un financement de la région Occitanie ; cependant, le train ne circule plus qu'en période de pointe (week-ends et vacances scolaires)[23] et ne dessert plus Narbonne.
- 9 décembre 2017 : la liaison Paris – Nice est supprimée[22].
- 20 mai 2021 : cette dernière liaison est rétablie[22].
- 12 décembre 2021 : la liaison Paris – Tarbes – Lourdes est restaurée[25].
- 12 décembre 2021 : la desserte de Narbonne, sur la liaison Paris – Portbou, est rétablie[34].
- 1er juillet 2022 : la desserte entre Cerbère et Portbou, qui subsistait sur la liaison depuis Paris, est supprimée ; elle est remplacée par un autocar[24].
- 2 juillet 2022 : la liaison Paris – Hendaye est à son tour restaurée, par prolongement estival du train Paris – Lourdes[25].
- 10 décembre 2023 : la liaison Paris – Aurillac est rétablie[35].
- 10 décembre 2023 : le Paris- Les Aubrais - Castlenaudary - Carcassonne - Lezignan - Narbonne - Perpignan - Cerbère devient un Paris - Nimes - Montpellier - Sète - Agde - Béziers - Narbonne - Perpignan - Cerbère
- 10 décembre 2023 : le Paris - Les Aubrais - St Gaudens - Tarbes - Lourdes devient un Paris - Les Aubrais - Dax - Bayonne - Orthez - Pau - Lourdes - Tarbes. La desserte quotidienne à l'année de Dax, Bayonne, Orthez et Pau par train de nuit est rétablie pour la première fois depuis décembre 2011.

### Liste des relations supprimées (dont Lunéa et trains-couchettes)

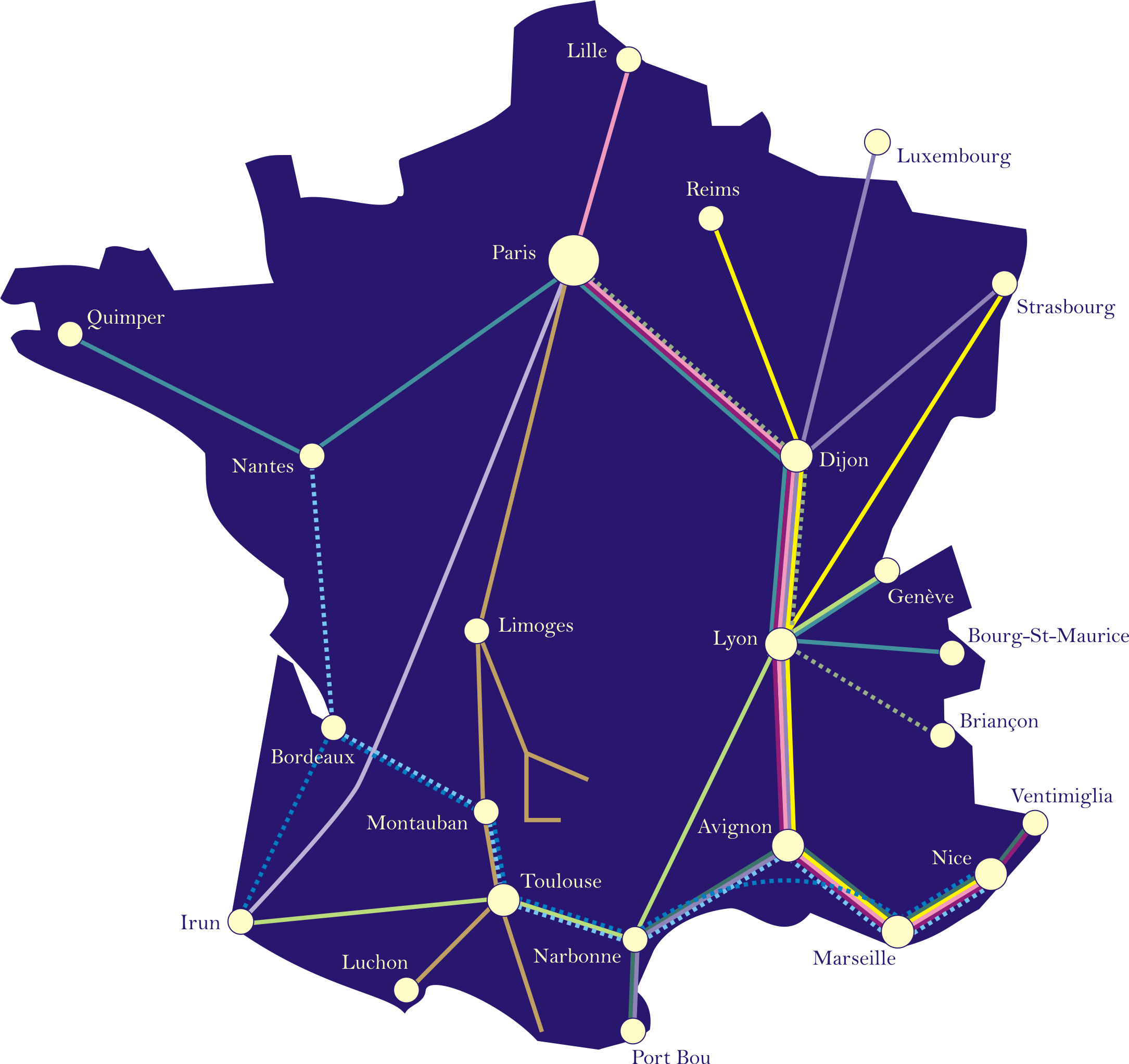
Réseau Lunéa en 2007.

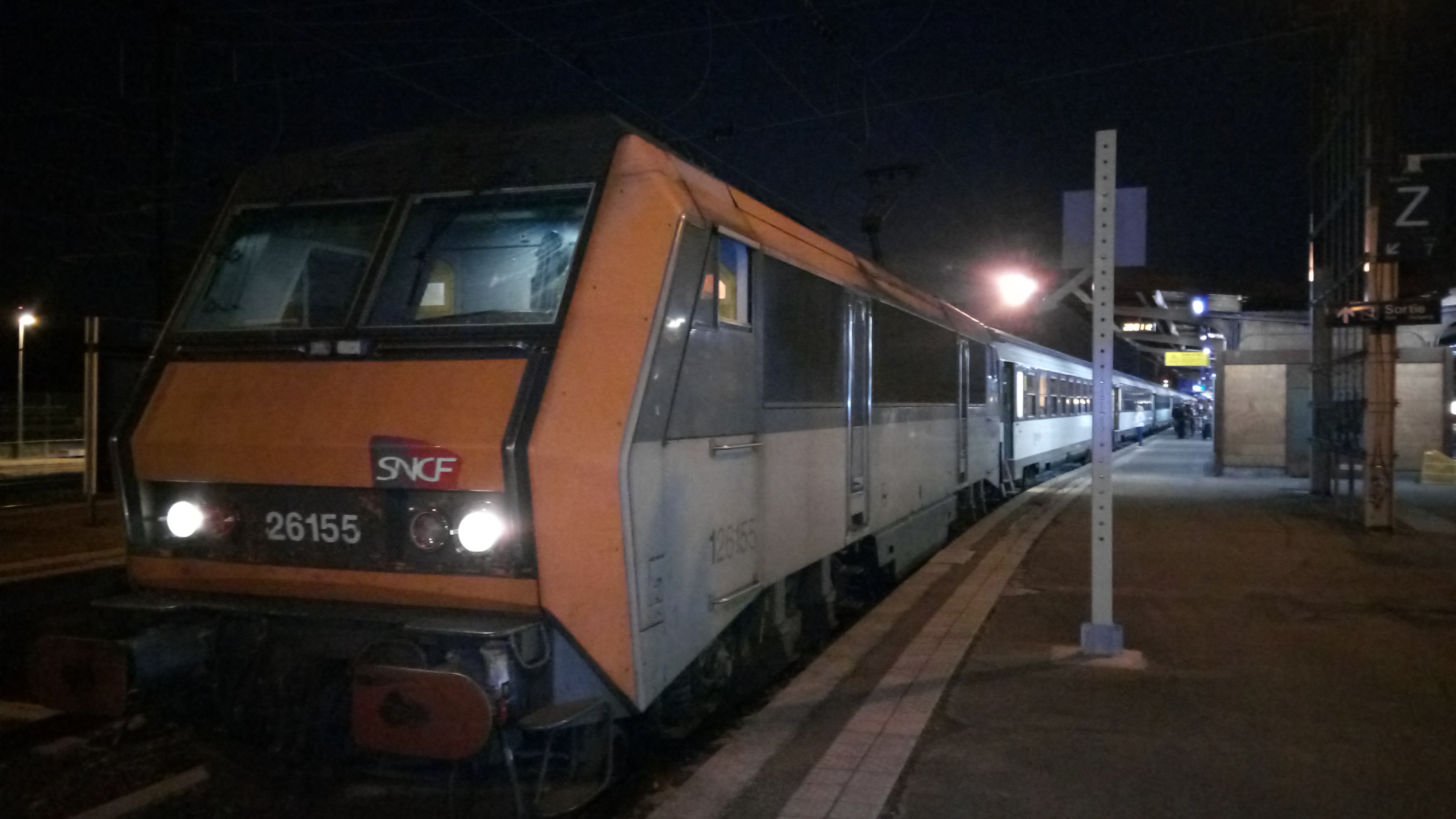
Le dernier Intercités de nuit Strasbourg – Nice à sa gare de départ, le 30 septembre 2016.

- Relations remplacées par des TGV :
  - Paris – Chambéry – Albertville – Moûtiers – Bourg-Saint-Maurice
  - Lille – Nice (ex-Flandres-Riviera)
  - Paris – Vintimille via Monaco
  - Paris – Marseille – Hyères
  - Paris – Montpellier – Sète – Béziers
  - Paris – Modane (la desserte nocturne est néanmoins restaurée du 15 mars au 11 décembre 2021, comme substitution à celle de Briançon qui est alors empêchée par des travaux entre Livron-sur-Drôme et Veynes[36])
  - Paris – Bordeaux – Arcachon
  - Paris – Strasbourg (aussi via Belfort)
  - Paris – Montbéliard / Mulhouse – Bâle
  - Le Mans – Tours – Lyon
  - Nantes – Lyon
  - Paris – Brest et Quimper
  - Paris – Saint-Malo et Le Croisic
  - Paris – Lyon – Grenoble
  - Paris – Bellegarde – Annemasse – Thonon-les-Bains – Évian-les-Bains
  - Strasbourg – Colmar – Mulhouse – Belfort – Besançon – Avignon – Marseille – Toulon – Cannes – Nice (ex-Alsace-Riviera ; desserte directe par TGV entre Strasbourg et Marseille, prolongée à Nice depuis décembre 2018)

- Relations supprimées avec disparition de la liaison directe :
  - Paris – Chambéry – Annecy – Cluses – Saint-Gervais-les-Bains (ex-La Vallée Blanche / L'Étoile des neiges ; certaines gares sont également desservies par TGV)
  - Strasbourg – Irun
  - Strasbourg – Colmar – Mulhouse – Belfort – Besançon – Nîmes – Montpellier – Béziers – Narbonne – Perpignan – Portbou (ex-Alsace-Roussillon ; desserte directe par TGV entre Strasbourg et Montpellier)
  - Luxembourg – Metz – Nancy – Nîmes – Montpellier – Béziers – Narbonne – Perpignan – Portbou (ex-Lorraine-Roussillon ; cette liaison est partiellement remplacée par le TGV Luxembourg – Metz – Strasbourg – Montpellier)
  - Luxembourg – Metz – Nancy – Avignon – Marseille – Toulon – Cannes – Nice (ex-Lorazur ; desserte directe par TGV entre Nancy et Nice)
  - (Irun) – Hendaye – Bordeaux – Toulouse – Nice (ex-Côte Basque-Riviera et L'Autan)
  - (Irun) – Hendaye – Tarbes – Toulouse – Genève (ex-Hispania)
  - Calais – Nice (ex-Flandres-Riviera)
  - Reims et Troyes – Nice
  - Paris – Clermont-Ferrand – Millau – Béziers – Nîmes
  - Paris – Périgueux – Agen
  - Paris – Ussel – Le Mont-Dore
  - Paris – Royan
  - Paris – Luchon
  - Paris – Arreau - Cadéac
  - Paris – Marseille via Fos-sur-Mer et Martigues
  - Paris – La Rochelle – Bordeaux
  - Paris – Le Verdon – La Pointe-de-Grave
  - Paris – Pierrefitte-Nestalas
  - Paris – Bagnères-de-Bigorre
  - Vichy – Nice, via Clermont-Ferrand et Nîmes ou Saint-Étienne et Lyon
  - Marseille – Châtel-Guyon
  - Bordeaux – Lyon – Genève
  - Bordeaux et La Rochelle – Saint-Gervais (Chamonix) via Limoges
  - Quimper – Lyon – Genève
  - Longwy et Épinal – Nice
  - Paris – Épinal – Gérardmer
  - Paris – Quiberon
  - Paris – Pornic
  - Paris – Dinard via Lamballe
  - Paris – Lannion et Roscoff
  - Paris – Nantes – Saint-Gilles-Croix-de-Vie
  - Paris – Rochefort – Le Chapus (Oléron)
  - Paris – Rochefort – Fouras (île de Ré)
  - Dieppe – Narbonne et Fréjus-Saint-Raphaël via Rouen
  - Dieppe – Biarritz via Rouen
  - Boulogne et Lille – Narbonne et Fréjus-Saint-Raphaël via Amiens
  - Boulogne et Lille – Biarritz via Amiens
  - Nantes – Nice (desserte directe par TGV entre Nantes et Marseille)
  - Nice – Chambéry – Bourg-Saint-Maurice
  - Nice – Saint-Gervais
  - Bordeaux – Saint-Gervais
  - La Rochelle – Saint-Gervais
  - Évian – Nice
  - Hambourg – Genève – Cerbère – Portbou (Hispania Express)
  - Bordeaux – Lyon
  - Quimper – Toulouse

## Composition des trains et accès aux vélos
| Ligne                   | Nombre de voitures                                                                         | Nombre de places | Accès aux vélos (non pliés / démontés) | Possibilité de voyager en place assise |
| ----------------------- | ------------------------------------------------------------------------------------------ | ---------------- | -------------------------------------- | -------------------------------------- |
| Paris – Latour-de-Carol | 4                                                                                          | 150              | non                                    | oui                                    |
| Paris - Aurillac        | 3                                                                                          | 150              | non                                    | oui                                    |
| Paris – Tarbes          | 7                                                                                          | 378              | oui                                    | oui                                    |
| Paris – Toulouse        | 9 à 10                                                                                     | 534              | oui                                    | oui                                    |
| Paris – Cerbère         | 7                                                                                          | 378              | oui                                    | oui                                    |
| Paris – Rodez (Albi)    | 3                                                                                          | 150              | non                                    | oui                                    |
| Paris – Nice            | 7                                                                                          | 378              | oui                                    | oui                                    |
| Paris – Briançon        | 7 lorsqu'il est jumelé au Paris – Nice, 10 quand il circule seul, 14 en pointes hivernales | 378              | oui                                    | oui                                    |

### Jumelage des trains
Par souci d'économie, chaque train de nuit est jumelé à un autre sur une partie de son trajet (sauf exceptions), c'est-à-dire qu'il est rattaché à un train ayant un trajet global différent mais qui emprunte une portion de trajet commune.
Selon les périodes, les trains Paris-Austerlitz – Tarbes – Lourdes (Hendaye en période estivale), qui n'effectue pas d'arrêt commercial entre Les Aubrais et Saint-Gaudens, Paris-Austerlitz – Latour-de-Carol - Enveitg, qui n'a pas de desserte commerciale entre Les Aubrais et Auterive, et Paris-Austerlitz – Cerbère, qui n'assure pas d'arrêt commercial entre Les Aubrais et Castelnaudary, sont jumelés au train Paris-Austerlitz – Toulouse-Matabiau. De surcroît, les trains précités et le Paris-Austerlitz – Rodez (Albi-Ville) sont jumelés entre Paris et Brive-la-Gaillarde (gare non commercialement desservie). Enfin, les trains Paris-Austerlitz – Nice-Ville et Paris-Austerlitz – Briançon circulent ensemble entre Paris et Valence-Ville (non commercialement desservie).

## Confort

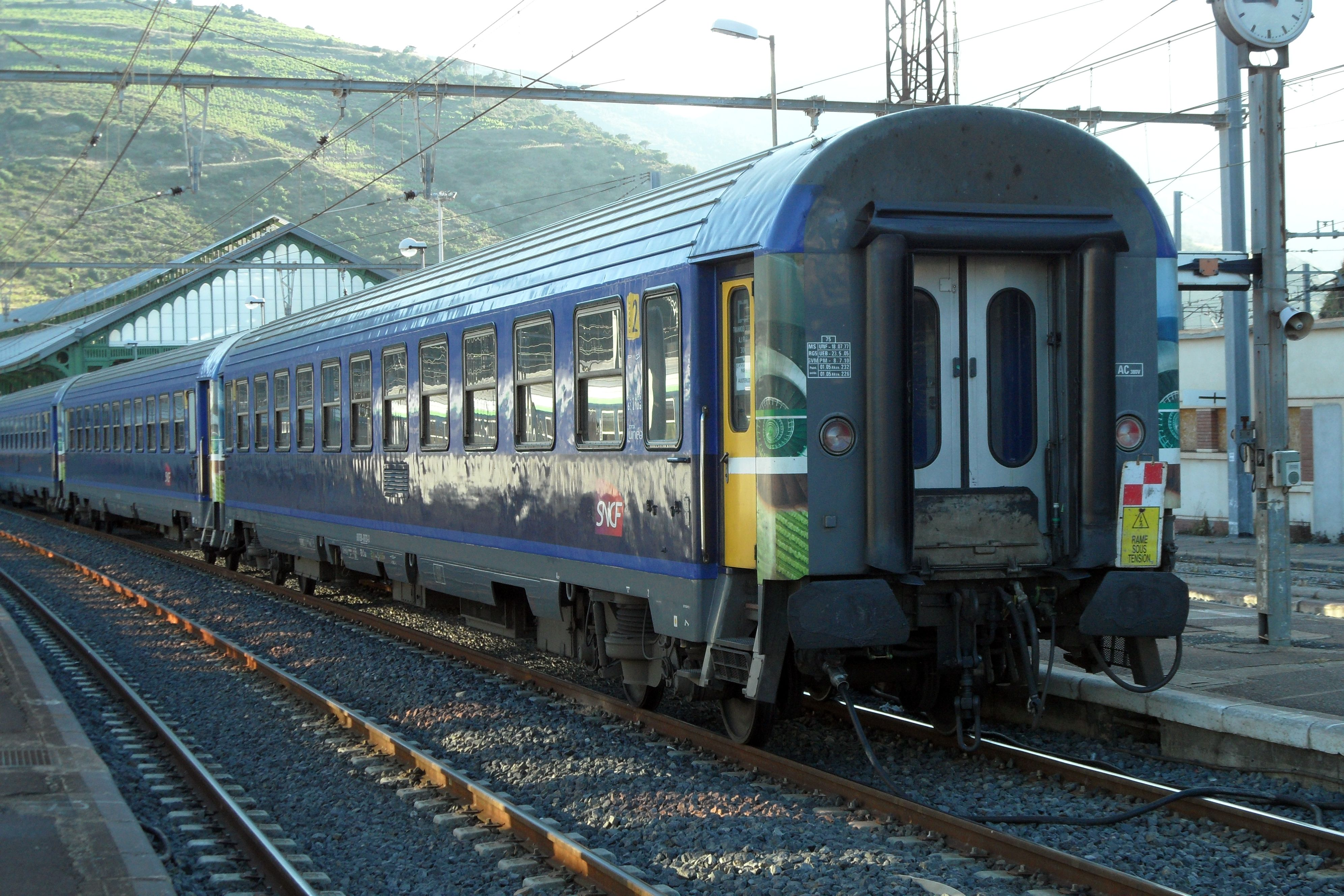
Voitures Lunéa à Cerbère (frontière franco-espagnole).

Les quatre différents niveaux de confort sont les suivants :
- Service « première classe » : à l'essai exclusivement sur la ligne Paris – Nice, ce service était assuré par l'utilisation de voitures-lits russes à écartement variable[37] arrivées à Nice par la desserte Moscou-Nice. Un matériel roulant construit par Siemens et affrété par la SNCF à la suite d'un partenariat avec les chemins de fer russes (fournissant aussi du personnel accompagnant à bord), proposant des cabines (façon bois, avec tapis rouge), pour une, deux, trois ou quatre personnes et offrant de vrais lits, avec lavabo privé et un coin-douche en bout de voiture. Prêt de tablettes, restauration légère proposée à la place, boisson de bienvenue et chef de cabine affecté à chaque voiture. Service suspendu depuis le 9 décembre 2017.
- Couchettes 1re classe : dotées d’une décoration dans les tons ivoire et bordeaux, ces voitures offrent des compartiments de quatre larges couchettes. Grâce à la formule « Espace privatif », ces compartiments peuvent être réservés pour une seule personne, ou pour deux ou trois voyageurs seulement, contre paiement d’un supplément spécial. Mais, contrairement aux cabines des voitures-lits, ils ne possèdent ni vrai lit, ni douche ni même un coin-toilette avec lavabo.
- Couchettes 2e classe : six couchettes par compartiment (décoration dans les tons bleus). Avec la formule « Espace privatif », des compartiments pour familles peuvent être réservés pour quatre ou cinq personnes seulement, contre paiement d’un supplément spécial.

Dans les deux classes, sur chaque couchette, outre une couette, un oreiller et une petite bouteille d’eau, est disposée une boîte de confort, sous cellophane, comportant lingette rafraîchissante, bouchons d’oreille, des mouchoirs et une petite lingette pour nettoyer l'écran d'un téléphone portable[réf. souhaitée].
Les deux classes sont équipées de compartiments-couchettes pour dames seules : ce service permet à la clientèle féminine voyageant seule ou accompagnée d’enfants de moins de 12 ans, de louer des places dans des compartiments-couchettes qui lui sont dédiés.
Le nouveau service de « Restauration Intercités » propose dans les deux classes de couchettes, en les réservant, la livraison en compartiment de coffrets « en-cas » ou petit-déjeuner. Il est aussi possible de se procurer en-cas et boissons chaudes à bord du train pendant la nuit dans la voiture-services, en s'adressant à l'intendant « Service à bord Intercités de nuit ».
Enfin, deux systèmes de fermeture des portes des compartiments-couchettes assurent la sécurité des voyageurs : un verrou et un système d’entrebâillement de la porte. En outre, dans certaines gares, un accueil/filtrage ne laisse l’accès libre au quai sur lequel stationne un Intercités de nuit qu’aux seules personnes munies d’un titre de transport valide, dans le but d’empêcher toute intrusion à bord.
Sièges inclinables : cette formule, plus économique que la couchette, facturée au prix d’une place assise normale de seconde classe, en voiture à allée centrale, est proposée sur la majorité des services, mais ni oreiller ni couverture ne sont mis à la disposition du voyageur. Pour des raisons de sécurité, de faibles veilleuses restent allumées en permanence.
Une voiture-services, présente dans la majorité des Intercités de nuit, comporte un coin-détente et un local aménagé pour vélos non démontés. Il comportait des distributeurs automatiques de boissons fraîches et chaudes, ainsi que de friandises (ces distributeurs ont été supprimés en 2015, mais il est possible d’acheter une bouteille d’eau auprès de l’agent de restauration). Il est possible de voyager gratuitement avec son vélo, s’il est plié, démonté et rangé dans une housse spéciale.

### Voitures
Il existe sept types de voitures différentes que l'on peut retrouver dans les Intercités de nuit :
- les nouvelles voitures-lits de 1re classe russes des RZD, exploitées uniquement sur le train de nuit Paris – Nice (jusqu'en décembre 2017), qui comprennent des cabines d'un, deux, trois ou quatre vrais lits (dotées d'un lavabo), et offrent une douche, située en bout de voiture.
- les voitures-couchettes de 1re classe, appelées Ac9ux. Elles comportent chacune 9 compartiments d'une, deux, trois ou quatre couchettes, soit 36 places en tout au maximum ;
- les voitures-couchettes de 2e classe, appelées Bc10ux. Elles comportent chacune 10 compartiments de 6 couchettes, soit 60 places en tout ;
- les voitures-services. Ce sont des voitures-couchettes de 2e classe dont 4 compartiments ont été remplacés par un garage à vélos, un compartiment réservé au personnel de bord et un coin-détente (avec distributeur de boisson, qui ne fonctionne plus désormais). Elles comportent donc 6 compartiments de 6 places, soit 36 couchettes ;
- les voitures à sièges inclinables de 2e classe, appelées B91/2tu, qui comprennent 76 places. Les sièges peuvent s'incliner à 45 degrés afin de faciliter le repos des voyageurs ;
- les voitures à places assises de 2e classe. Elles sont très rares aujourd'hui dans les trains de nuit, mais il arrive parfois, lors des pointes de trafic ou lorsqu'une voiture à sièges inclinables est indisponible, qu'une voiture Corail de 2e classe de jour ordinaire remplace une voiture à sièges inclinables ;
- les voitures-couchettes 1re/2e classe, appelées AcBcux. Ces voitures comportent 10 compartiments convertibles en 1re classe (quatre couchettes) ou en 2e classe (six couchettes) et peuvent donc accueillir entre 40 et 60 voyageurs. Il ne reste pratiquement plus de voitures de ce type sur les Intercités de nuit en France ; une unité circule encore sur le train Paris – Toulouse (Portbou) en 2017 ;
- les voitures-cabines 8, qui n'existent plus aujourd'hui en France. Il s'agissait de voitures qui comprenaient 12 compartiments de 8 places semi-couchées entre sièges et couchettes, soit 96 places en tout. Leur manque de confort a causé leur disparition.

### Hygiène
Le service Lunéa a connu en 2007 des problèmes d’invasion de parasites (punaises de lits) à bord de ses trains,,,.
Face à la prolifération rapide de ces insectes et confrontée à une impossibilité matérielle à garantir un nettoyage de fond en comble chaque jour, la SNCF invite les usagers à signaler tout problème au service clientèle.
Les sacs de couchage ainsi que les oreillers des Intercités de nuit sont lavés à 60 °C après chaque utilisation et présentés sous scellés plastiques, ce qui donne l’assurance au voyageur qu’ils n’ont pas été utilisés par une autre personne depuis leur dernier lavage.

## Fréquentation
1 200 000 voyages ont été effectués en Intercités de nuit en 2013, soit en moyenne environ 3 288 voyageurs par nuit. Ils représentent ainsi 3 % des voyages effectués en Intercités mais également, selon la SNCF, 25 % du déficit des trains Intercités.
En 2015, lorsqu'il était encore quotidien, le train Paris – Portbou a transporté 144 000 passagers (soit 197 voyageurs par train).
En 2022, 600 000 voyageurs étaient attendus sur les sept lignes de train de nuit en fonctionnement (Paris – Toulouse, Paris – Rodez, Paris – Lourdes, Paris – Latour-de-Carol, Paris – Cerbère, Paris – Briançon et Paris – Nice). La fréquentation réelle pour cette année est de 637 103 passagers, soit une moyenne d'environ 1 745 par nuit[réf. souhaitée].
Au 5 janvier 2024, moins d'un mois après son lancement, la ligne Paris - Aurillac avait déjà été empruntée par 2 200 voyageurs pour 23 circulations effectives. Ce qui fait une moyenne d'environ 95 voyageurs par train.
| Ligne                     | Fréquentation en 2022 | Fréquentation en 2023 | Fréquentation en 2024 |
| ------------------------- | --------------------- | --------------------- | --------------------- |
| Paris – Briançon          | 133 453               | 144 490               | 155 352               |
| Paris – Nice              | 151 000               | 160 534               | 191 183               |
| Paris – Toulouse          | 157 840               | 191 284               | 246 083               |
| Paris – Cerbère           | 63 510                | 82 090                | 101 699               |
| Paris – Lourdes (Hendaye) | 51 280                | 86 332                | 132 300               |
| Paris – Latour-de-Carol   | 40 880                | 52 870                | 58 698                |
| Paris – Rodez (Albi)      | 39 140                | 48 039                | 45 281                |
| Paris - Aurillac          | -                     | 1 745                 | 19 625                |
| TOTAL                     | 637 103               | 764 839               | 950 221               |

En 2023, plus de 760 000 voyages ont été effectués en train de nuit, soit une augmentation de près de 130 000 voyages sur un an, pour une desserte identique.